# 小野俊雄
小野 俊雄（おの としお、1947年5月18日 - ）は、日本の経営者。間組社長、安藤・間会長を務めた。

## 来歴・人物
山口県出身。1972年に九州大学工学部土木工学科を卒業し、同年に間組に入社した。2003年6月に執行役員に就任し、2005年6月に常務を経て、2007年6月に副社長に就任し、同年12月には社長に昇格した。2013年4月には安藤・間会長に就任